# Juravenator
Juravenator (= „Jäger des Juragebirges“) ist eine Gattung theropoder Dinosaurier aus der Gruppe der Coelurosaurier (Coelurosauria), die während des Oberjuras im Gebiet des heutigen Deutschlands lebte. Bislang ist lediglich die Typusart Juravenator starki bekannt, die 2006 auf der Grundlage des einzigen bekannten fossilen Exemplars, dem Holotypus, wissenschaftlich beschrieben wurde.
Die Paläontologische Gesellschaft hat den Holotyp zum „Fossil des Jahres 2009“ gewählt.

## Fundbeschreibung

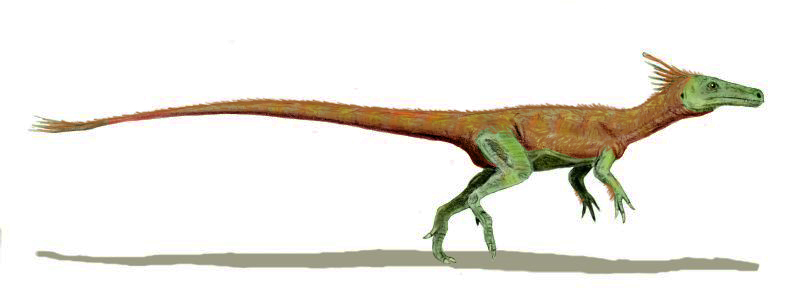
Lebendrekonstruktion von Juravenator starki

Größenvergleich

Das Fossil war der besterhaltene Fund eines Theropoden, der bis dato in Europa gemacht worden war. Das nahezu vollständig erhaltene, mit 75 bis 80 Zentimetern etwa gänsegroße Jungtier lebte im Oberjura (Kimmeridgium) in Bayern in der Nähe von Eichstätt, wo auch der kleine Theropode Compsognathus und der „Urvogel“ Archaeopteryx gefunden wurden. Der kleine Dinosaurier ertrank möglicherweise im Meer, was aus Fremdkörpern im Körperinneren des Fossils gefolgert werden kann.
Das Fossil weist einen außergewöhnlich guten Zustand auf, Weichteile und Abdrücke der Haut mit kleinen Pusteln sind erhalten geblieben, jedoch keine Anzeichen von Federn. Falls weitere Untersuchungen diesen Befund bestätigen, sind demnach nicht alle Coelurosaurier gefiederte Dinosaurier gewesen.
Juravenator wurde 1998 von dem Amateur-Paläontologen Klaus-Dieter Weiß und dessen Bruder in einer Grube in der Nähe von Schamhaupten gefunden und vor der wissenschaftlichen Beschreibung „Borsti“ genannt, in der Annahme, der Saurier habe möglicherweise auch Protofedern besessen.

## Systematik
In der systematischen Zuordnung der Erstbeschreibung wird Juravenator als Vertreter der Compsognathidae klassifiziert, einer Theropodengruppe, in die unter anderem Sinosauropteryx aus China und Compsognathus gestellt werden. Butler et al. (2007) gelangen zu dem Ergebnis, Juravenator sei eher als ein basaler (urtümlicher) Maniraptora aufzufassen. Es ist in der Diskussion, ob die Compsognathidae innerhalb der Maniraptora einzuordnen sind oder eine primitivere Gruppe außerhalb dieses Taxons darstellen.